# Oersted-kísérlet
Az Oersted-kísérlet Hans Christian Ørsted dán fizikus és vegyész fizikai kísérlete az elektromosság és a mágnesesség közötti kapcsolat bizonyítására. A kísérletet először 1820-ban  hajtotta végre, ekkor született meg az elektromágnesesség fogalma. 

## A kísérlet

A jobbkéz-szabály megjelenése a mágneses mező irányának meghatározásánál

Az Oersted-kísérlet kellékei egy áramforrás, egy mágnestű és egy egyenes vezető. A vezetőre áramot kapcsolnak rá, ennek hatására a vezető alá helyezett mágnestű elfordul, tehát az elektromos áram mágneses mezőt hoz létre . Hogyha megváltoztatjuk az áram áramlásának irányát vagy erősségét, az elfordulás is más irányú vagy mértékű lesz, nagyon nagy árammennyiség esetén a mutató csaknem merőleges lesz a vezetőre. Ezen esetben a vezetőt észak-déli irányba állítjuk be, így a mágnestű pontosan a Föld mágneses terének és az áram mágneses terének eredőjének, vektori összegének irányába áll be. Mivel a kísérlet során sokszor nagy erősségű áramot használnak a látványosabb hatás kedvéért (akár 30-100 Ampert), gyakran előfordul a vezetőként szolgáló vezeték felforrósodása, esetleg füstölése.

## Oersted törvényei
Ørsted a kísérlet alapján fektette le Oersted törvényeit:
- A mágneses mező vonalai körbeveszik a vezetőt.
- A mágneses mező vonalai a vezetékre merőleges síkban fekszenek.
- Ha az áram iránya megfordul, a mágneses tér iránya is megfordul.
- A tér erőssége egyenesen arányos az áram nagyságával.
- A mező erőssége bármely pontban fordítottan arányos a pontnak a huzaltól való távolságával.

## Története
A Koppenhágai Egyetem professzora, Hans Christian Ørsted 1820-ban jegyezte le először a mágneses tű elhajlását elektromosság hatására. A történet szerint a tudós egyetemi előadása közben véletlenül túl közel helyezett egymáshoz egy áramforrást és egy iránytűt, majd meglepődve tapasztalta a hirtelen kilengést. Ezt követően Jean-Baptiste Biot és Félix Savart francia fizikusok folytattak további kutatásokat az elektromágnesesség témakörében, munkásságuk eredményeként dolgozták ki a Biot–Savart-törvényt. A kölcsönhatás eleinte nagyon nehezen volt kimutatható, hogy elősegítsék a mutató jobban látható és mérhető kilengését, eleinte növelték a felhasznált árammennyiséget, majd Johann Schweigger német fizikus felfedezte, hogy a vezető meghosszabbításával és feltekercselésével már kisebb elektromos árammennyiség hatására is a megfelelő hatás érhető el.